# Сіняр-Бодья
Сіня́р-Бодья́ (рос. Синяр-Бодья) — присілок в Кізнерському районі Удмуртії, Росія.
Населення становить 195 осіб (2010, 291 у 2002).
Національний склад (2002):
- удмурти — 85 %

Урбаноніми:
- вулиці — Верхня, Нижня, Нова, Садова, Середня